# Draft d'espansione NBA 1967
Il draft d'espansione 1967 si è svolto il 1º maggio 1967, per la formazione dei San Diego Rockets e dei Seattle SuperSonics.

## Giocatori selezionati

### San Diego Rockets
| Giocatore      | Posizione           | Nazionalità | Squadra precedente     |
| -------------- | ------------------- | ----------- | ---------------------- |
| Jim Barnett    | guardia/ala piccola | Stati Uniti | Boston Celtics         |
| John Barnhill  | playmaker           | Stati Uniti | Baltimore Bullets      |
| John Block     | ala grande/centro   | Stati Uniti | Los Angeles Lakers     |
| Hank Finkel    | centro              | Stati Uniti | Los Angeles Lakers     |
| Dave Gambee    | ala piccola         | Stati Uniti | Philadelphia 76ers     |
| Johnny Green   | ala piccola         | Stati Uniti | Baltimore Bullets      |
| Toby Kimball   | ala grande/centro   | Stati Uniti | Boston Celtics         |
| Don Kojis      | ala piccola         | Stati Uniti | Chicago Bulls          |
| Freddie Lewis  | playmaker           | Stati Uniti | Cincinnati Royals      |
| Jon McGlocklin | guardia/ala piccola | Stati Uniti | Cincinnati Royals      |
| Wayne Molis    | ala grande          | Stati Uniti | New York Knicks        |
| Paul Neumann   | playmaker           | Stati Uniti | San Francisco Warriors |
| Chico Vaughn   | guardia             | Stati Uniti | Detroit Pistons        |
| Gerry Ward     | guardia             | Stati Uniti | Chicago Bulls          |
| Jim Ware       | ala grande          | Stati Uniti | Cincinnati Royals      |

### Seattle SuperSonics
| Giocatore     | Posizione           | Nazionalità | Squadra precedente     |
| ------------- | ------------------- | ----------- | ---------------------- |
| Henry Akin    | centro/ala grande   | Stati Uniti | New York Knicks        |
| Nate Bowman   | centro              | Stati Uniti | Philadelphia 76ers     |
| Dave Deutsch  | playmaker           | Stati Uniti | New York Knicks        |
| Richie Guerin | guardia             | Stati Uniti | St. Louis Hawks        |
| Walt Hazzard  | playmaker           | Stati Uniti | Los Angeles Lakers     |
| Tommy Kron    | guardia             | Stati Uniti | St. Louis Hawks        |
| Tom Meschery  | ala piccola         | Stati Uniti | San Francisco Warriors |
| Dorie Murrey  | centro/ala grande   | Stati Uniti | Detroit Pistons        |
| Bud Olsen     | centro/ala grande   | Stati Uniti | San Francisco Warriors |
| Ron Reed      | ala piccola         | Stati Uniti | Detroit Pistons        |
| Rod Thorn     | guardia             | Stati Uniti | St. Louis Hawks        |
| Ben Warley    | ala piccola/guardia | Stati Uniti | Baltimore Bullets      |
| Ron Watts     | ala piccola         | Stati Uniti | Boston Celtics         |
| Bob Weiss     | playmaker           | Stati Uniti | Philadelphia 76ers     |
| George Wilson | centro              | Stati Uniti | Chicago Bulls          |